# Хуан Дієго Флорес
Хуа́н Діє́ґо Фло́рес (ісп. Juan Diego Florez; 13 січня 1973, Ліма, Перу) — оперний співак (тенор) перуанського походження, лідер серед сучасних «ліричних тенорів» світу. Живе і працює у Відні.

## Біографія
Хуан Дієґо Флорес Салом син співака та гітариста Рубена Флореса Пінедо, виконавця перуанської креольської музики, який працював зі знаменитою співачкою Чабу́кою Гра́нда, і Марією Терезою Салом, сестрою Карлоса Салома, учасника однієї з найвідоміших у Перу груп експериментальної музики «Laghonia».
Сам Дієго починав творчий шлях як гітарист і виконавець пісень «креольського» народного стилю.

## Творчий шлях
Навчався співу в Національній консерваторії Перу, потім, з 1993 по 1996 — в Інституті Кертіса (Філадельфія, США).
Співав на найвизначніших оперних сценах сучасності:
Ла Скала (1996), Метрополітен опера, Земп-опері та у Віденській опері.

## Дискографія
Починаючи з 2002 записує свої арії виключно з фірмою Decca Records.

## Премії та нагоди
- Премія Франко Абб'яті італійської оперної критики (1999)
- премія Rossini d'Oro (2000)
- премія Ауреліано Пертіле
- премія Франческо Таманьо
- премія Белліні
- орден «Сонце Перу» — найвища державна нагорода Перу (2007)
- премія читачів журналу «Опера» (2017)

## Приватне життя
23 квітня 2007 одружився з німецькою акторкою Юлією Траппе (Julia Trappe). Церемонія шлюбу відбулася в міському ЗАГСі Відня, церковне вінчання сталося майже через рік  у кафедральному соборі Ліми 5 квітня 2008. Сім'я живе у Відні, крім того має помешкання ще в кількох країнах світу.